# Blues & Roots
Blues & Roots è un album discografico del musicista jazz statunitense Charles Mingus. Il disco venne originariamente pubblicato dalla Atlantic Records in formato LP nel 1960, e poi ristampato in formato CD, sia dalla Atlantic, che dalla Rhino Entertainment nel 1998.

## Tracce
- Tutte le tracce sono opera di Charles Mingus.

1. Wednesday Night Prayer Meeting – 5:39
2. Cryin' Blues – 4:58
3. Moanin' – 8:01
4. Tensions – 6:27
5. My Jelly Roll Soul – 6:47
6. E's Flat Ah's Flat Too – 6:37

- Registrato il 4 febbraio 1959 agli Atlantic Studios di New York City.

### Bonus tracks ristampa CD Rhino 1998
1. Wednesday Night Prayer Meeting – 6:59 – alternate take
2. Tensions – 5:18 – alternate take
3. My Jelly Roll Soul – 11:25 – alternate take
4. E's Flat Ah's Flat Too – 6:47 – alternate take

## Crediti
- Charles Mingus –  contrabbasso
- John Handy – sassofono alto
- Jackie McLean – sassofono alto
- Booker Ervin – sassofono tenore
- Pepper Adams – sassofono baritono
- Jimmy Knepper – trombone
- Willie Dennis – trombone
- Dannie Richmond – batteria
- Horace Parlan – pianoforte, eccetto E's Flat Ah's Flat Too
- Mal Waldron – pianoforte in E's Flat Ah's Flat Too
- Nesuhi Ertegün – produzione
- Tom Dowd – ingegnere del suono